# Die nackte Wahrheit über Männer und Frauen
Die nackte Wahrheit über Männer und Frauen ist eine romantische Komödie aus dem Jahr 1998 mit Patrick Dempsey in einer der Hauptrollen.

## Handlung
Die Paare Joel & Sophie, Sam & Sammie und Isaac & Claudia verbringen einen Abend mit dem Schriftsteller Art Witz. Dieser spricht über sein neues Buch, in dem er die These vertritt, dass Monogamie eine Lüge ist und Menschen von Natur aus fremdgehen. Die drei Paare reagieren wütend und beleidigt auf Arts Ansichten und beenden den Abend.
Am nächsten Tag kauft Isaac für seine Frau Claudia ein Hochzeitsgeschenk in einem Antiquitätenladen und schläft mit der Verkäuferin. Claudia sucht derweil Art auf und landet mit ihm im Bett. Sie gibt zu, dass sie und Isaac schon seit langem polygam leben, dies aber vor ihren Freunden verbergen.
Joel lässt sich in einem illegalen Massagestudio eine erotische Massage verpassen und leidet danach unter seinem schlechten Gewissen. Er wird von Albträumen geplagt und beschließt seiner Frau Sophie die Wahrheit zu sagen, obwohl ihm alle davon abraten. Sophie trifft sich derweil heimlich mit ihrem Medizinprofessor Dr. Lionel Taft und schläft mit ihm, erkennt danach jedoch, dass sie ihren Mann liebt. Joel beichtet Sophie seine Verfehlung, während diese ihre Affäre verschweigt.
Sam steht kurz vor der Hochzeit mit seiner schwangeren Verlobten Sammie. Unglücklicherweise ist er jedoch ein großer Fan von Pornofilmen, was er seiner Verlobten verschweigt. Als sie sein heimliches Laster entdeckt, fürchtet sie, er könne sie auch betrügen und setzt eine Frau auf ihn an. Sam widersteht jedoch den Reizen der Frau, was Sammie mit großer Erleichterung registriert. Am Ende heiraten Sam und Sammie vor den Augen ihrer Freunde.

## Hintergrund
Der Film erschien in Frankreich und Spanien im Kino, in den USA und in Deutschland jedoch nur auf Video bzw. DVD. Das Budget lag bei 5 Millionen US-Dollar.

## Kritik
VideoWoche: „Adam Rifkin, der Drehbuchautor von ‚Mäusejagd‘ und ‚Small Soldiers‘, präsentiert einen modernen, gutmütig-bösartigen Reigen. Die Komödie wird von spielfreudigen Darstellern wie Jonathan Silverman oder der charmanten Christine Taylor (Eine Hochzeit zum Verlieben) getragen, wirkt aber trotzdem allzu oft wie eine Sitcom, die an allerlei Kanten zugespitzt und mit einigen schlüpfrigen Gags und Szenen aufgepeppt wurde; die meiste Zeit wird aber über Sex nur debattiert. Auch wenn es nur um das eine geht, Adam Rifkin ist kein neuer Woody Allen und bietet in Die nackte Wahrheit über Männer und Frauen kaum neue Erkenntnisse. Harmlose Komödie für alle Unterhaltungswillige.“